# Ptychadena perplicata
Ptychadena perplicata é uma espécie de anfíbio da família Ranidae.
Pode ser encontrada nos seguintes países: Angola, Zâmbia e possivelmente em República Democrática do Congo.
Os seus habitats naturais são: savanas húmidas e marismas intermitentes de água doce.